# Pharaphodius priscus
Pharaphodius priscus är en skalbaggsart som beskrevs av Victor Ivanovitsch Motschulsky 1858. Pharaphodius priscus ingår i släktet Pharaphodius och familjen Aphodiidae. Inga underarter finns listade i Catalogue of Life.